# Mns Kayee Raya
Mns Kayee Raya is een bestuurslaag in het regentschap Pidie Jaya van de provincie Atjeh, Indonesië. Mns Kayee Raya telt 505 inwoners (volkstelling 2010).